# ヒゼンクラゲ
ヒゼンクラゲ（肥前水母、学名：Rhopilema hispidum）は、根口クラゲ目の一種。江戸時代の和漢三才図会には「肥前水母」と表記されている。福岡県では白いためシロクラゲとも呼ばれている。また、本種と同じビゼンクラゲ属にはビゼンクラゲというよく似た名前を持つ種が存在しており、こちらはその体色からアカクラゲと呼ばれるが、オキクラゲ科にアカクラゲという和名を持つ別種が存在している。

## 生態
インド・西太平洋に生息しており、アデン湾から北は日本まで、東は太平洋までの水域に分布する。体長は最大で70センチメートルほどになり、傘の幅は25 - 34センチメートルほどである。

## 利用
塩蔵などの加工を施すことによって、食用として利用することができる。
8-10月頃にすくい網や固定式さし網を用いて、有明海で漁獲される。